# Вітфілд Тауншип (округ Перрі, Пенсільванія)
Вітфілд Тауншип (англ. Wheatfield Township) — селище (англ. township) в США, в окрузі Перрі штату Пенсільванія. Населення — 3203 особи (2020).

## Демографія
Згідно з переписом 2010 року, у селищі мешкали 3334 особи в 1255 домогосподарствах у складі 950 родин. Було 1370 помешкань
Расовий склад населення:
| - 98,1 % — білих - 0,7 % — азіатів - 0,1 % — корінних американців - 0,1 % — чорних або афроамериканців |

До двох чи більше рас належало 0,7 %. Частка іспаномовних становила 0,8 % від усіх жителів.
За віковим діапазоном населення розподілялося таким чином: 22,2 % — особи молодші 18 років, 66,5 % — особи у віці 18—64 років, 11,3 % — особи у віці 65 років та старші. Медіана віку мешканця становила 42,4 року. На 100 осіб жіночої статі у селищі припадало 101,1 чоловіків;  на 100 жінок у віці від 18 років та старших — 100,1 чоловіків також старших 18 років.
Середній дохід на одне домашнє господарство  становив 72 492 долари США (медіана — 64 071), а середній дохід на одну сім'ю — 81 784 долари (медіана — 72 121). Медіана доходів становила 46 089 доларів для чоловіків та 38 500 доларів для жінок. За межею бідності перебувало 9,0 % осіб, у тому числі 16,2 % дітей у віці до 18 років та 4,9 % осіб у віці 65 років та старших.
Цивільне працевлаштоване населення становило 1789 осіб. Основні галузі зайнятості: освіта, охорона здоров'я та соціальна допомога — 18,1 %, публічна адміністрація — 13,6 %, роздрібна торгівля — 12,2 %, будівництво — 11,6 %.